# Adjun

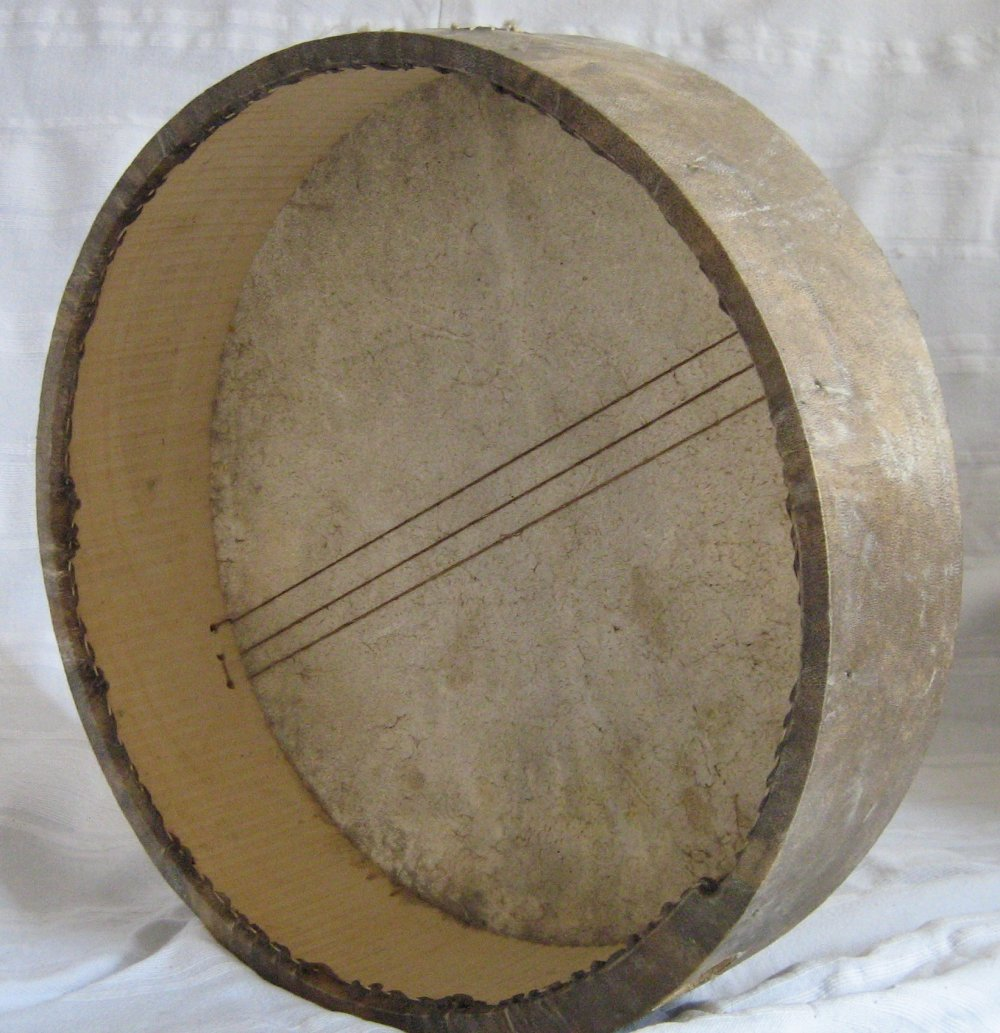
Tunesische bendir, vergelijkbaar met de adjun.

Een adjun (Riffijns, uitspraak: edzjoen) is een ronde lijsttrommel. In de twee andere Marokkaanse Berbertalen heet deze trommel allum of allun, in het Arabisch bendir, en in Spanje, Portugal en Latijns-Amerika pandero. 
De adjun heeft een diameter van circa 36 centimeter en een houten rand met een breedte van circa 9 centimeter. Professionele muziekgroepen maken gebruik van een groter exemplaar, kinderen van een kleiner exemplaar bespannen met een konijnenvel. De rand bevat een duimgat om de trommel beter vast te kunnen houden. 
Een traditionele adjun is bespannen met geiten- of schapenvel, een moderne kan ook bespannen zijn met kunststof. Tegen de binnenkant van het vel zijn een of meer snares aangebracht, traditioneel van darmen of paardenhaar, later ook van touwtjes of plastic draden. De moderne adjun kan een stelsysteem hebben om het vel op spanning te brengen, de traditionele wordt gespannen door verwarming. 
De adjun is het enige instrument dat systematisch gebruikt wordt in de Riffijnse volksmuziek, zowel door vrouwen als mannen. Bij een muzikale sessie is meestal sprake van meerdere adjuns en nemen de deelnemers verschillende slagen van het ritme voor hun rekening.